# 第一代麦克唐纳女男爵·阿格尼丝·麦克唐纳
苏珊·阿格尼丝·麦克唐纳，第一代麦克唐纳女男爵（Susan Agnes Macdonald, 1st Baroness Macdonald，1836年8月24日—1920年9月5日），加拿大政治家约翰·亚历山大·麦克唐纳爵士之妻。

## 早年生活
1836年8月24日，阿格尼丝在牙买加米德爾塞克斯郡西班牙镇出生。她的父亲是托马斯·詹姆斯·伯纳德，而她的母亲则是西奥多拉·福克斯·休伊特，她在家中排行第五，是两人唯一一名女儿。因为阿格尼丝的父亲是一名甘蔗种植园所有者，所以她家境富裕，生活无忧。1833年，英国国会通过了1833年废除奴隸制法令，解放了大英帝国以内的大部分奴隸，使得伯纳德一家大受打击，失去了廉价劳动力。1850年，安格尼丝的父亲又在一场霍乱大流行中病逝，令伯纳德一家的处境雪上加霜。他们对牙买加绝望了。1851年，安格尼丝与母亲一起，移居英国。她的长兄休伊特·伯纳德也在同年六月，移居加拿大省。三年后，三人在上加拿大巴里团圆。

## 结婚
1858年，时任上加拿大总检察长约翰·亚历山大·麦克唐纳雇佣阿格尼丝的长兄休伊特为他的私人秘书。阿格尼丝与长兄、母亲三人，因此移居多伦多。次年，又因为上加拿大迁都，移居魁北克。1860年，阿格尼丝与麦克唐纳首次见面。五年后，政府又移往渥太华，阿格尼丝作为麦克唐纳的副手，亦要移居此地。阿格尼丝与她的母亲，本来也要随他移居渥太华，但休伊特建议她们移居英国。两人接受了建议，抵达英国后，大部分时间在伦敦生活。1866年，麦克唐纳到伦敦出席英属北美联邦会议，再一次与阿格尼丝见面。麦克唐纳询问休伊特，可否娶他的姊妹为妻，后者回答说，只要他改掉酗酒的习惯，就没有问题，麦克唐纳向休伊特保证，他会改掉这个恶习。次年2月16日，麦克唐纳在伦敦汉诺威广场圣乔治教堂与阿格尼丝结婚。

## 婚后生活
英属北美联邦会议结束后，麦克唐纳获册封为下级勋位爵士，同时间获任为加拿大第一任总理，阿格尼丝作为他的妻子，也成为了爵士夫人兼总理夫人。阿格尼丝在家中相夫教子，在外面与丈夫一起，过政治生活，受到众人关注，一不留神就会行差踏错，她难以应对总理夫人这个身份。
麦克唐纳并没有像承诺中一样，改掉酗酒的习惯。阿格尼丝开始寻求宗教来救赎自己。1869年2月，她为丈夫诞下一女，名玛格丽特·玛丽·西奥多拉·麦克唐纳，当时她的丈夫身无分文。玛丽患有先天性腦水腫，无法跑步、说话、嬉戏，也无法照顾自己。对此，阿格尼丝极为沮丧，祈求上帝让她学会謙卑，牺牲与其他人生中必须学的东西。
1873年，由亚历山大·麦肯齐领导的自由党击败了由阿格尼丝的丈夫领导的保守党，上台执政，不少人都认为，麦克唐纳的政治生涯从此结束。他下野后，失去了收入，每年只有2,500英镑收入，在他迁居多伦多，开办律师楼后，他们一家的经济情况，变得更加严竣。麦克唐纳酗酒的习惯，在此时变得更加严重。不过，他还是尽量满足阿格尼丝，遵从她的意愿，有时还会在公共事务方面，听从她的意见。
1878年，麦克唐纳再次上台，他们一家也迁回渥太华。在过去十年里，阿格尼丝一直在照顾患病的女儿，与酗酒的丈夫相处，产生的压力使得她冷漠，令人难以接近。1882年，麦克唐纳在渥太华、魁北克两地购入房产。

## 寡妇生活
1891年6月，麦克唐纳逝世，为表扬他对加拿大作出的贡献，同年次月，在加拿大总督史坦利勋爵的建议下，英女皇册封他的妻子阿格尼丝为恩斯克利夫的麦克唐纳女男爵。她与女儿、长兄一起，迁居加拿大西岸。1893年，她的长兄逝世，她与女儿又迁居英国伦敦。英国处于冬季时，两人会到意大利避寒。阿格尼丝先后售出了在渥太华、魁北克两地的房产。她最终在1920年因中风在英国東薩塞克斯郡伊斯特本病逝。阿格尼丝的女儿在十三年后逝世。

## 注脚
1. 1 2 3 4 5 6 7  P. B. Waite, BERNARD, SUSAN AGNES, Dictionary of Canadian Biography Online, 2000.
2. ↑  . 倫敦憲報. 1891年8月14日: 4378.
3. ↑  Baroness Macdonald's Death, The Globe. A1. September 8, 1920.